# 福山龍太郎
福山 龍太郎（ふくやま りゅうたろう、1976年4月21日 - ）は、福岡県北九州市出身の元プロ野球選手（投手）。
現在は福岡ソフトバンクホークスのスカウト。

## 来歴・人物

### プロ入り前
東筑高時代は控え投手兼一塁手で、九州大会出場はあるが甲子園出場経験は無し。
高校卒業後は法政大学に進学。1年秋から投手として登板する。1年上に左腕で同郷の真木将樹が早くに台頭し、同期のエースは、矢野英司だった。大学4年（1998年）秋の立大戦で東京六大学17人目のノーヒットノーランを達成。これは法大史上初の快挙であり、現時点で福山が法大唯一のノーヒッターである。この活躍で優勝に貢献。リーグ通算19試合、5勝2敗。
1998年のドラフト会議で福岡ダイエーホークス（当時）から4位指名を受けて入団。

### プロ入り後
球威のあるストレートを持っていたが、上記のノーヒットノーランを達成した試合でも11奪三振を奪いながら6四死球を出すなど制球力に課題があり、また故障も多く一軍はおろか二軍でもなかなか登板機会がなかった。サイドスローへの転向を目指した時期などもあったが成果を上げることはできず、2002年オフに戦力外通告を受け、現役引退。

### 引退後
その後は、同球団のスカウトに就任。現在はチーフスカウトとして全国範囲で活動している。馬原孝浩、今宮健太、甲斐拓也、牧原大成、加治屋蓮、大竹耕太郎らの獲得に携わっている。

## 詳細情報

### 年度別投手成績
- 一軍公式戦出場なし

### 背番号
- 29 （1999年 - 2002年）